# Tarō Sekiguchi
Tarō Sekiguchi (関口太郎?, Sekiguchi Tarō; Tokyo, 5 dicembre 1975) è un pilota motociclistico giapponese.

## Carriera
Le sue prime apparizioni sulla scena del motomondiale risalgono al 1999 e 2000 quando, in virtù di due wild card, ha partecipato alle edizioni del Gran Premio motociclistico del Giappone guidando una Yamaha nella classe 250. Nel 2001 vince il campionato giapponese della classe 250, totalizzando 124 punti alla guida di una Yamaha TZ 250.
Sempre a partire dalla stagione 2001 le sue presenze nel motomondiale si sono fatte continue e, fino al 2004, sono state fatte in sella ad una Yamaha; costante è stata in tutti gli anni anche la classe di gare, sempre e solo la 250. Solamente nel 2003 non corre GP nel motomondiale, in quanto vince il campionato Europeo della classe 250, vincendo tutte le otto gare in calendario, realizzando 200 punti totali.
Nel motomondiale 2005 cambia invece motocicletta, passando ad una Aprilia, l'anno però non inizia nel migliore dei modi perché Sekiguchi incorre in un grave incidente nella pre-stagione e deve essere sostituito per le prime gare da Hugo Marchand, iniziando a competere solo dall'ottavo gran premio in Gran Bretagna.
Continua ad utilizzare la stessa moto anche nel 2006; in quest'anno corre con il numero 44, nel team Campetella Racing con l'Aprilia RSV 250, il compagno di squadra è Chaz Davies. Anche il Motomondiale 2007 lo vede sempre alla guida di una motocicletta della stessa casa; in occasione del Gran Premio della Repubblica Ceca a Brno il 20 agosto, è protagonista di un grave incidente durante il warm up causato dall'impatto con la moto di Marco Simoncelli che era caduto poco prima. Trasportato d'urgenza in ospedale, gli verranno diagnosticati traumi seri come la frattura del femore, tuttavia riesce a rientrare alle gare prima del termine della stagione. 
Torna a disputare una gara del motomondiale nel 2016, quando partecipa in qualità di wild card al Gran Premio del Giappone in Moto2 in sella ad una TSR del team Taro Plus One. Chiude la gara al ventiduesimo posto non ottenendo punti validi per la classifica piloti.

## Risultati nel motomondiale
| 1999 | Classe | Moto   |  |     |  |  |  |  |  |  |  |  |  |  |  |  |  |  |  |  | Punti | Pos. |
| ---- | ------ | ------ |  | --- |  |  |  |  |  |  |  |  |  |  |  |  |  |  |  |  | ----- | ---- |
| 1999 | 250    | Yamaha |  | Rit |  |  |  |  |  |  |  |  |  |  |  |  |  |  |  |  | 0     |      |

| 2000 | Classe | Moto   |  |  |    |  |  |  |  |  |  |  |  |  |  |  |  |  |  |  | Punti | Pos. |
| ---- | ------ | ------ |  |  | -- |  |  |  |  |  |  |  |  |  |  |  |  |  |  |  | ----- | ---- |
| 2000 | 250    | Yamaha |  |  | 14 |  |  |  |  |  |  |  |  |  |  |  |  |  |  |  | 2     | 35º  |

| 2001 | Classe | Moto   |    |  |  |  |  |    |  |  |  |    |     |    |   |    |  |  |  |  | Punti | Pos. |
| ---- | ------ | ------ | -- |  |  |  |  | -- |  |  |  | -- | --- | -- | - | -- |  |  |  |  | ----- | ---- |
| 2001 | 250    | Yamaha | 10 |  |  |  |  | 13 |  |  |  | 16 | Rit | 17 | 9 | 12 |  |  |  |  | 20    | 22º  |

| 2002 | Classe | Moto   |     |     |    |    |     |    |    |    |    |  |  |  |  |  |  |  |  |  | Punti | Pos. |
| ---- | ------ | ------ | --- | --- | -- | -- | --- | -- | -- | -- | -- |  |  |  |  |  |  |  |  |  | ----- | ---- |
| 2002 | 250    | Yamaha | Rit | Rit | 15 | 12 | Rit | 16 | 17 | 14 | 16 |  |  |  |  |  |  |  |  |  | 7     | 29º  |

| 2004 | Classe | Moto   |    |    |    |    |    |    |    |    |    |     |    |    |    |     |     |     |  |  | Punti | Pos. |
| ---- | ------ | ------ | -- | -- | -- | -- | -- | -- | -- | -- | -- | --- | -- | -- | -- | --- | --- | --- |  |  | ----- | ---- |
| 2004 | 250    | Yamaha | 22 | 15 | 21 | 21 | 18 | 19 | 20 | 17 | 19 | Rit | 17 | 18 | 13 | Rit | Rit | Rit |  |  | 4     | 31º  |

| 2005 | Classe | Moto    |  |  |  |  |  |  |  |    |     |    |     |    |    |    |     |     |    |  | Punti | Pos. |
| ---- | ------ | ------- |  |  |  |  |  |  |  | -- | --- | -- | --- | -- | -- | -- | --- | --- | -- |  | ----- | ---- |
| 2005 | 250    | Aprilia |  |  |  |  |  |  |  | NE | Rit | 18 | Rit | 22 | 10 | 10 | Rit | Rit | 15 |  | 13    | 21º  |

| 2006 | Classe | Moto    |  |  |  |  |  |  |  |  |  |  |    |    |    |    |    |    |    |  | Punti | Pos. |
| ---- | ------ | ------- |  |  |  |  |  |  |  |  |  |  | -- | -- | -- | -- | -- | -- | -- |  | ----- | ---- |
| 2006 | 250    | Aprilia |  |  |  |  |  |  |  |  |  |  | NE | 17 | 13 | 19 | 18 | 18 | 16 |  | 3     | 31º  |

| 2007 | Classe | Moto    |     |    |     |    |    |    |    |    |    |    |    |     |     |     |     |    |    |    | Punti | Pos. |
| ---- | ------ | ------- | --- | -- | --- | -- | -- | -- | -- | -- | -- | -- | -- | --- | --- | --- | --- | -- | -- | -- | ----- | ---- |
| 2007 | 250    | Aprilia | Rit | 17 | Rit | 14 | 14 | 15 | 15 | 13 | 12 | 16 | NE | Inf | Inf | Inf | Inf | 18 | 18 | 19 | 13    | 23º  |

| 2016 | Classe | Moto |  |  |  |  |  |  |  |  |  |  |  |  |  |  |    |  |  |  | Punti | Pos. |
| ---- | ------ | ---- |  |  |  |  |  |  |  |  |  |  |  |  |  |  | -- |  |  |  | ----- | ---- |
| 2016 | Moto2  | TSR  |  |  |  |  |  |  |  |  |  |  |  |  |  |  | 22 |  |  |  | 0     |      |

| Legenda | 1º posto        | 2º posto            | 3º posto            | A punti      | Senza punti        | Grassetto – Pole position Corsivo – Giro più veloce |
| Legenda | Gara non valida | Non qual./Non part. | Ritirato/Non class. | Squalificato | '-' Dato non disp. | Grassetto – Pole position Corsivo – Giro più veloce |